# In aria
In aria è un singolo di Entics, tratto dall'album Soundboy.